# Przy Brzozie

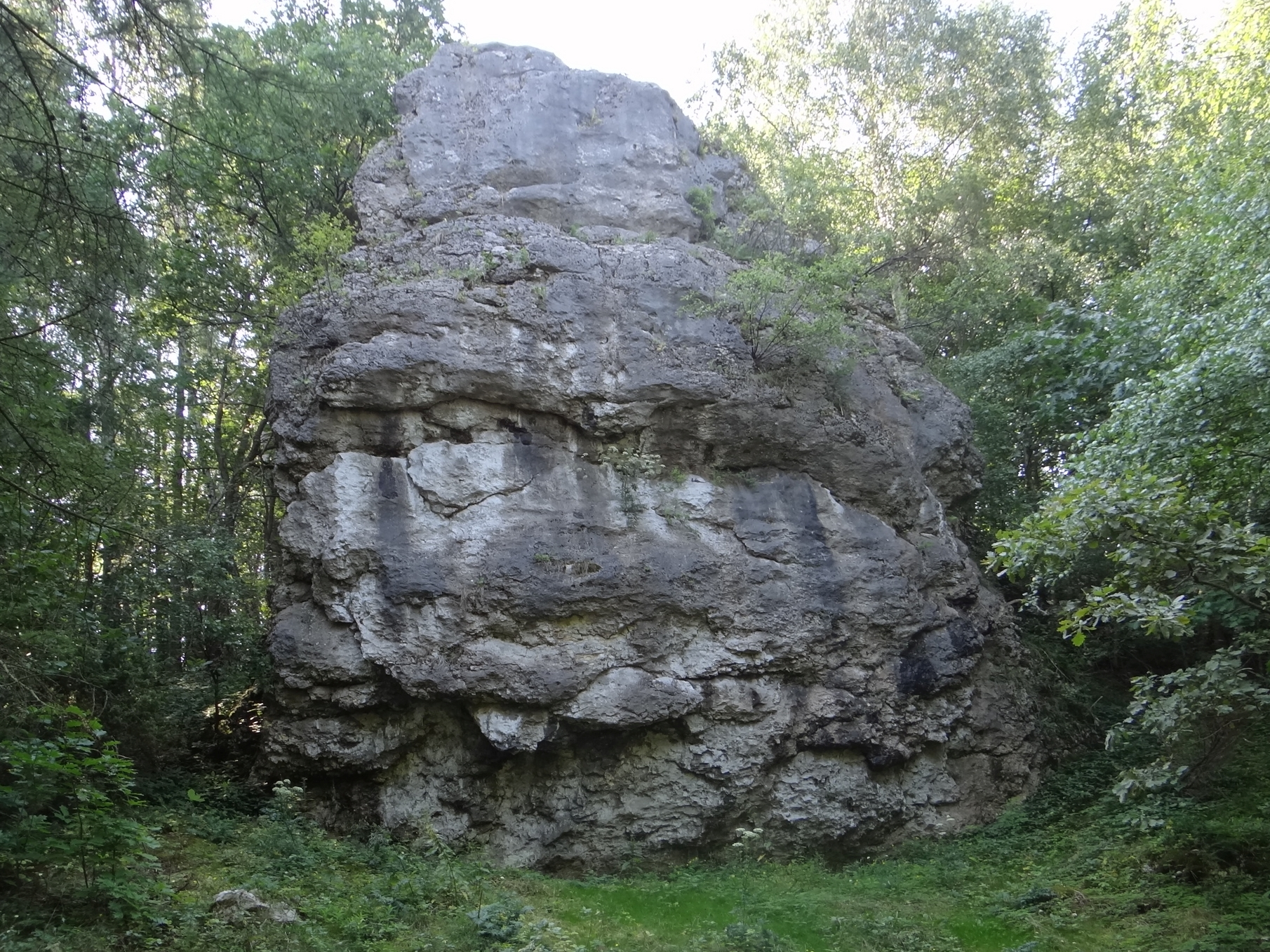

Przy Brzozie – 10-metrowej wysokości wapienny ostaniec w dawnej wsi Przewodziszowice (obecnie część miasta Żarki) w województwie śląskim. Znajduje się w lesie po prawej stronie drogi wiodącej z północno-wschodniego krańca zabudowań Przewodziszowic do Strażnicy Przewodziszowickiej. Pod względem geograficznym jest to obszar Wyżyny Częstochowskiej będącej północną częścią Wyżyny Krakowsko-Częstochowskiej. 
Obok ostańca prowadzi „Szlak Rajce” trasą: Przewodziszowice – ostaniec „Przy brzozie” – Strażnica Przewodziszowice – Studnia w Skałach Rajcy – skała Duże Rajce. Powrót tą samą trasą.